# Lugovi (gmina Šamac)
Lugovi (cyr. Лугови) – wieś w Bośni i Hercegowinie, w Republice Serbskiej, w gminie Šamac. W 2013 roku liczyła 422 mieszkańców.